# Лянкимайское староство
Лянки́майское староство (лит. Lenkimų seniūnija) — одно из 8 староств Скуодасского района, Клайпедского уезда Литвы. Административный центр — местечко Лянкимай.

## География
Расположено на северо-западе Литвы, в западной части Скуодасского района, на Западно-Жямайтской равнине недалеко от побережья Балтийского моря. 
Граничит с Скуодасским староством на востоке и северо-востоке, Дарбенайским староством Кретингского района, а также Руцавской и Дуникской волостями Руцавского края Латвии — на западе и севере.
По территории староства протекают следующие реки: Швянтойи, Лукне, Скроблис, Эглупис, Жёкланис, Дуноелис, Плаушмиркис, Певупис, Грауменалис, Ступис.

## Население
Лянкимайское староство включает в себя местечко Лянкимай и 13 деревень: Вейтай, Вячяй, Жирникай, Жямите, Калвяй, Куксине, Литвинай, Маргининкай, Мядининкай, Пакалнишкяй, Плаушиняй, Сряуптай, Юодейкяй.
Исчезнувшие деревни: Палегия, Режгаляй, Яздучай.